# Bernardo Segall
Bernardo Segall (* 4. August 1911 in Campinas, Brasilien; † 26. November 1993 in Los Angeles, Kalifornien) war ein US-amerikanischer Pianist und Filmkomponist.

## Leben
Bernardo Segall begann seine Laufbahn zunächst als Pianist und war für sein Spiel der Werke Johann Sebastian Bachs gefeiert. Er spielte als Solist unter Dirigenten wie Otto Klemperer und Arturo Toscanini. In den 1940er Jahren übersiedelte er in die Vereinigten Staaten, wo er zunächst für das Musiktheater und später für den Film komponierte, so unter anderem die Filmmusiken Ein Tag zum Kämpfen für Robert Siodmak und Rififi in St. Louis mit Steve McQueen. Später komponierte er auch für Fernsehserien wie Columbo und Airwolf.
Am 26. November 1993 verstarb Segall bei sich zu Hause in Sherman Oaks, Los Angeles an Herzversagen. Er wurde von seiner Frau, seinem Sohn und einer Enkelin überlebt.

## Filmografie
- 1959: Rififi in St. Louis (The Great St. Louis Bank Robbery)
- 1964: Das Glück des Ginger Coffey (The Luck of Ginger Coffey)
- 1964: Sonntagsvergnügen (Sunday Lark)
- 1967: Ein Tag zum Kämpfen (Custer of the West)
- 1972: Die Stunde des Wolfes (Moon of the Wolf)
- 1974: Die Straße des Bösen (Homebodies)
- 1974–1976: Columbo (Fernsehreihe, zehn Folgen)
- 1985–1986: Airwolf (Fernsehserie, drei Folgen)